# 中国国际广播电台环球旅游广播
中国国际广播电台环球旅游广播是中国国际广播电台最后一个网络电台，现已停播。

## 历史
1998年12月26日，中国国际广播电台的新闻网站国际在线上线，2005年7月13日，国际在线网络电台正式开播，这是中国第一家官方网站开办的网络电台，节目内容以音乐为主。
2007年，国际在线网络电台正式转型为全天直播的类型化音乐台，建立CRI都市流行、CRI乡村民谣（后改为CRI写意民谣）、CRI怀旧金曲三个网络频道，节目内容以音乐和环球资讯为主。
2013年7月13日，三个网络电台整合资源为一个频道，正式改版为旅游音乐台，定名“CRI环球旅游广播”。
2016年，CRI环球旅游广播开启“体验式广播”，将广播带到线下的具体场景进行体验和展示，打破主播和受众的线上距离。
2017年9月11日，CRI环球旅游广播再次升级，在原有的旅游节目上增加了更多线性资讯节目。但没过多久便取消这种节目编排方式，最后一段时间电台每天只保留一个节目，即周一至周五15时的《益遊未尽》和周六周日15时的《七嘴八舌“趣”旅行》，其余时段全部由歌曲代替。
2017年9月30日，官方宣布CRI环球旅游广播将于当日17时正式停播，最后两个自办节目分别是15时的《七嘴八舌“趣”旅行》和16时的《益遊未尽》。但节目播完之后并未照常停播，而是继续又播放了几天歌曲，在此期间仍有报时提醒。最终约在十月上旬中断网络信号。

## 过往节目

### 旅游节目
- 益游未尽（主播：璟炜）
- 七嘴八舌“趣”旅行（主播：子聪）

### 资讯节目
- 一点资讯
- 一点观点

### 音乐节目
- 音乐无人驾驶
- 微风清晨
- 耳边风景
- 魅力现场
- 绮丽世界
- 蓝调之夜